# Pseudagrion lalakense
Pseudagrion lalakense là một loài chuồn chuồn kim trong họ Coenagrionidae.
Loài này được xếp vào nhóm loài không bị đe dọa trong sách Đỏ của IUCN năm 2007.
Pseudagrion lalakense được miêu tả khoa học năm 2001 bởi Orr & van Tol.